# ادموند اشتویبر
ادموند اشتویبر (انگلیسی: Edmund Stoiber؛ زادهٔ ۲۸ سپتامبر ۱۹۴۱) سیاستمدار، وکیل، و حقوقدان اهل آلمان است.
وی همچنین برندهٔ جوایزی همچون لژیون دونور (فرمانده) شده‌است. ادموند رودیگر استویبر بین سال‌های ۱۹۹۳ تا ۲۰۰۷ به‌عنوان شانزدهمین وزیر رئیس‌جمهور ایالت باواریا و بین سال‌های ۱۹۹۹ تا ۲۰۰۷ رئیس اتحادیه سوسیال مسیحی (CSU) بود.